# Đảo Mana (New Zealand)
Đảo Mana là hòn đảo nhỏ hơn nằm trong số hai hòn đảo nằm ngoài khơi bờ biển phía tây nam của Đảo Bắc New Zealand (lớn hơn là đảo Kapiti). Tên của Đảo là tên viết tắt của Te Mana o Kupe trong tiếng Maori, có nghĩa là "Mana of Kupe".
Đảo Mana dài 3 km (1,9 mi), 2,17 km2 (0,84 sq mi), với những vách đá dọc theo phần lớn bờ biển và một cao nguyên chiếm phần lớn nội địa. Nó nằm 3 km (1,9 mi) ngoài khơi bờ biển Đảo Bắc ở Biển Tasman, phía tây thành phố Porirua và phía nam lối vào Cảng Porirua. Vào năm 2009, nó đã được Mạng Phục hồi Toàn cầu chọn là một trong 25 địa điểm hàng đầu của New Zealand để phục hồi sinh thái.